# Fernando Hoyos Rodríguez
Fernando Hoyos Rodríguez, (Vigo, 24 de març de 1943 - Huehuetenango, 13 de juliol de 1982) conegut com a «Carlos», va ser un sacerdot jesuïta gallec que va servir com a missioner a Guatemala.

## Biografia
Va ingressar a la Companyia de Jesús el 1959. El 1967, va ser destinat com a missioner a la Província Centreamericana. Va completar la seva formació teològica a la Universitat de Lovaina entre 1968 i 1970. Aquest últim any va ser traslladat a Guatemala. A partir de 1973 es va incorporar a la comunitat jesuïta de la Zona 5 que realitzava treball pastoral entre els sectors populars des de l'òptica de la teologia de l'alliberament i amb una perspectiva crítica sobre els abusos del règim militar imperant al país. En aquest esforç, el van acompanyar els jesuïtes César Jerez i Ricardo Falla. El 1977, va ser víctima d'un intent de segrest per part de membres de l'exèrcit de Guatemala que el considerava subversiu.
El 1978 va contribuir a la formació del Comitè d'Unitat Camperola, entitat que buscava la defensa de la població rural. El 1980, Hoyos va informar als seus superiors jesuïtes sobre la decisió de passar a la clandestinitat i incorporar-se a l'Exèrcit Guerriller dels Pobres (EGP), organització armada d'esquerra, sota el nom de «comandant Carlos». Pocs mesos després va passar a formar part de la Direcció nacional de l'EGP, encapçalada per Rolando Morán.
Hoyos va ser enviat a organitzar les forces del Front Guerriller Ho Chi Minh a la regió del Triangle Ixil, i va haver de dirigir la resposta a l'ofensiva del règim militar del general Efraín Ríos Montt, basada en l'estratègia de terra cremada.
El 13 de juliol de 1982, quan tornava d'una reunió de la direcció guerrillera, va ser atacat i assassinat per una patrulla d'autodefensa civil, al costat del jove combatent Chepito Ixil.
El 1983 l'EGP va anunciar la mort de Fernando Hoyos mitjançant un comunicat en el qual manifestava: «la seva vida, la seva militància i la seva mort s'insereixen en la millor tradició de la història recent del cristianisme que abraça sense reserves la causa dels desposseïts».